# Ивановка (Гейковский сельский совет)
Ивановка (укр. Іванівка) — село,
Гейковский сельский совет,
Криворожский район,
Днепропетровская область,
Украина.
Код КОАТУУ — 1221881402. Население по переписи 2001 года составляло 32 человека.

## Географическое положение
Село Ивановка находится на левом берегу безымянной пересыхающей речушки,
на противоположном берегу — село Новофёдоровка (Казанковский район).